# Parforce-Jagdlandschaft Nordseeland
Koordinaten: 55° 54′ 49″ N, 12° 21′ 28,1″ O
Die Parforce-Jagdlandschaft Nordseeland ist eine Wald- und Kulturlandschaft nördlich von Kopenhagen auf der dänischen Insel Seeland. Am 4. Juli 2015 wurde das Gebiet zum UNESCO-Weltkulturerbe ernannt. Es umfasst drei Hauptgebiete: Jægersborg Dyrehave, Gribskov und Store Dyrehave.

## Geschichte
Die Landschaft entstand im 17. Jahrhundert, als der dänische König Christian V. nach einer Reise nach Frankreich die Parforcejagd in Dänemark einführte. Inspiriert von den prächtigen Jagdanlagen des französischen Königs Ludwig XIV., ließ er ab 1670 die Wälder nördlich von Kopenhagen umgestalten.
Die Parforcejagd, eine Form der Hetzjagd, war ein exklusives Vergnügen des Königs und des Hochadels. Bei dieser Jagdform wurde ein einzelnes Tier, meist ein Hirsch, von einer Meute Hunde und berittenen Jägern verfolgt, bis es erschöpft war.

## Geographie und Landschaft
Die Parforce-Jagdlandschaft zeichnet sich durch ein systematisches Netz von geraden, sternförmig angeordneten Wegen aus. Diese dienten nicht nur der Jagd, sondern symbolisierten auch die absolute Macht des Königs über Natur und Gesellschaft.
Die drei Hauptgebiete sind:
1. Jægersborg Dyrehave: Ein etwa 1.100 Hektar großer Waldpark mit alten Eichenwäldern[3] und einer großen Population von Rot- und Damwild.
2. Gribskov: Der zweitgrößte Wald Dänemarks mit einer Fläche von etwa 2.200 Hektar mit schnurgeraden Waldwegen sowie einer vielfältigen Flora und Fauna.[4][5]
3. Store Dyrehave: Ein 1.100 Hektar großes Waldgebiet mit einem besonders gut erhaltenen System von sternförmig angeordneten Jagdwegen.[4][3]

## UNESCO-Weltkulturerbe
Die Landschaft wurde aufgrund der UNESCO-Kriterien (ii) und (iv) zum Weltkulturerbe ernannt:
- Kriterium ii: Sie zeigt, wie sich barocke Ideen aus Frankreich und Deutschland im 17. und 18. Jahrhundert auf die dänische Landschaftsgestaltung auswirkten.
- Kriterium iv: Sie ist ein Beispiel für eine wichtige Phase in der europäischen Landschaftsplanung von Jagdrevieren.

## Sehenswürdigkeiten
Zu den besonderen Sehenswürdigkeiten gehören:
- Eremitageslottet, ein barockes Jagdschloss aus dem 18. Jahrhundert
- Kongestjernen (Königsstern) in Store Dyrehave, ein zentraler Kreuzungspunkt von acht Waldwegen
- Vergnügungspark Dyrehavsbakken, der älteste noch betriebene Freizeitpark der Welt